# Gaya mollendoensis
Gaya mollendoensis är en malvaväxtart som beskrevs av A. Krapovickas. Gaya mollendoensis ingår i släktet Gaya och familjen malvaväxter. Inga underarter finns listade i Catalogue of Life.